# Евдомашко, Виталий Александрович
Виталий Александрович Евдомашко (1935—1992) — советский работник промышленности, водолаз, Герой Социалистического Труда.

## Биография
Родился 27 января 1935 года в селе Лата Гульрипшского района Абхазской АССР Грузинской ССР (ныне Абхазия).
В 1942 году в семью пришла весть — в боях с немецко-фашистскими захватчиками под Харьковом погиб отец. Мать осталась с тремя детьми. Вместе со старшими братьями Виталий рано приобщился к труду, помогая матери. В 1949 году, после окончания восьми классов, поступил в кулинарную школу и потом работал шеф-поваром в Сочи.
В 1954 году Евдомашко призван в ряды Советской армии и направлен в школу водолазов в город Балаклава (Крым). После окончания школы водолазов он служил в аварийно-спасательном отряде Балтийского флота.
После увольнения из Вооруженных Сил, в 1958 году, приехал в Аксайское специализированное управление подводно-технических работ № 5 треста «Союзподводгазстрой». С 1965 года — старший водолазный специалист отряда, а затем — управления СУПТР № 5. Работал на Украине, на Ставрополье и Кубани, в Средней Азии и на Дону. Был членом КПСС.
Погиб в автомобильной катастрофе 25 ноября 1992 года в городе Аксай Ростовской области.

## Награды
- Указом Президиума Верховного Совета СССР от 30 марта 1971 года за выдающиеся заслуги в выполнении заданий пятилетнего плана и достижение высоких технико-экономических показателей Евдомашко Виталию Александровичу присвоено Звание Героя Социалистического Труда с вручением ордена Ленина и золотой медали «Серп и Молот»[1].
- Также награждён орденом «Знак Почёта» (1964) и медалями.
- В 1960 году был награждён Почетной грамотой Президиума Верховного Совета СССР.[2]